# Limburg-Stirum

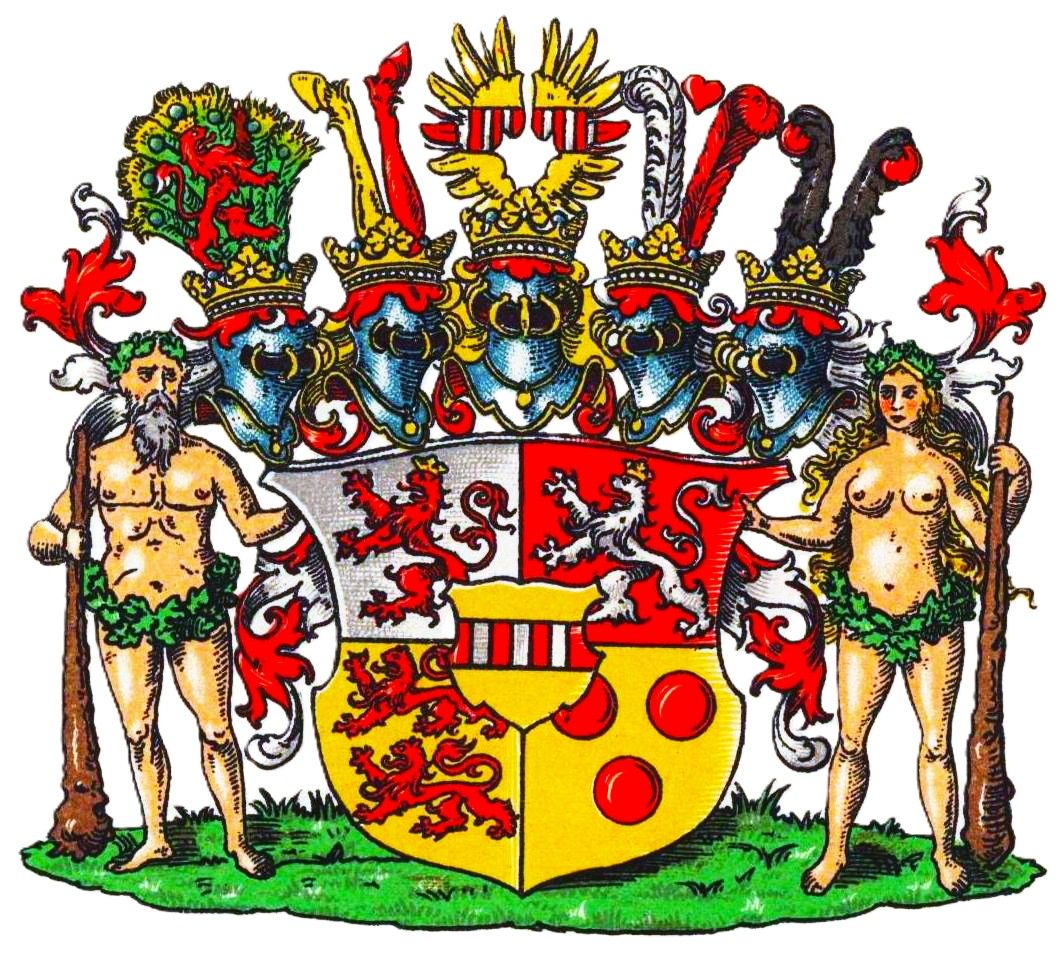
Wappen der Grafen von Limburg-Stirum im Wappenbuch des Westfälischen Adels

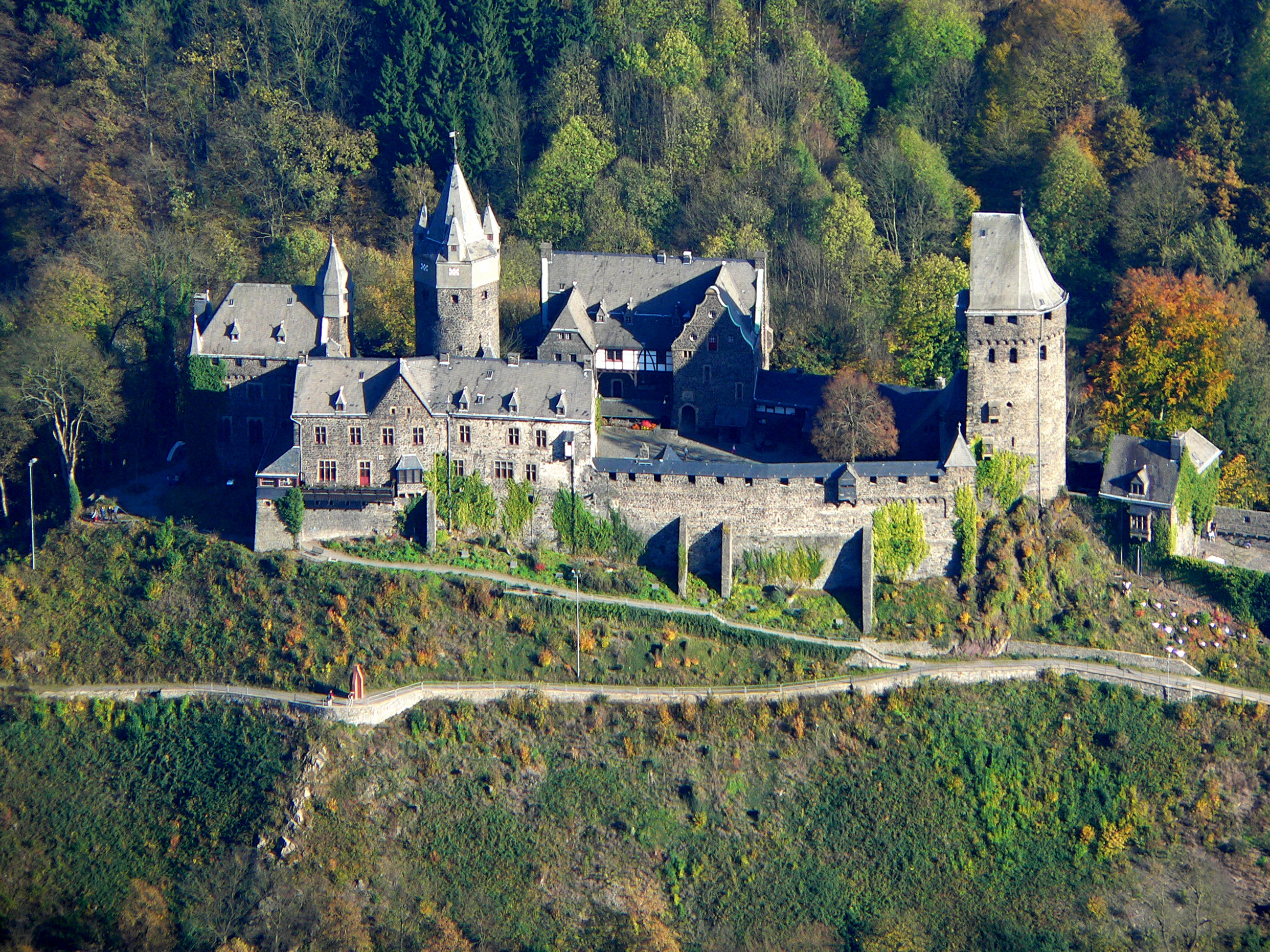
Burg Altena

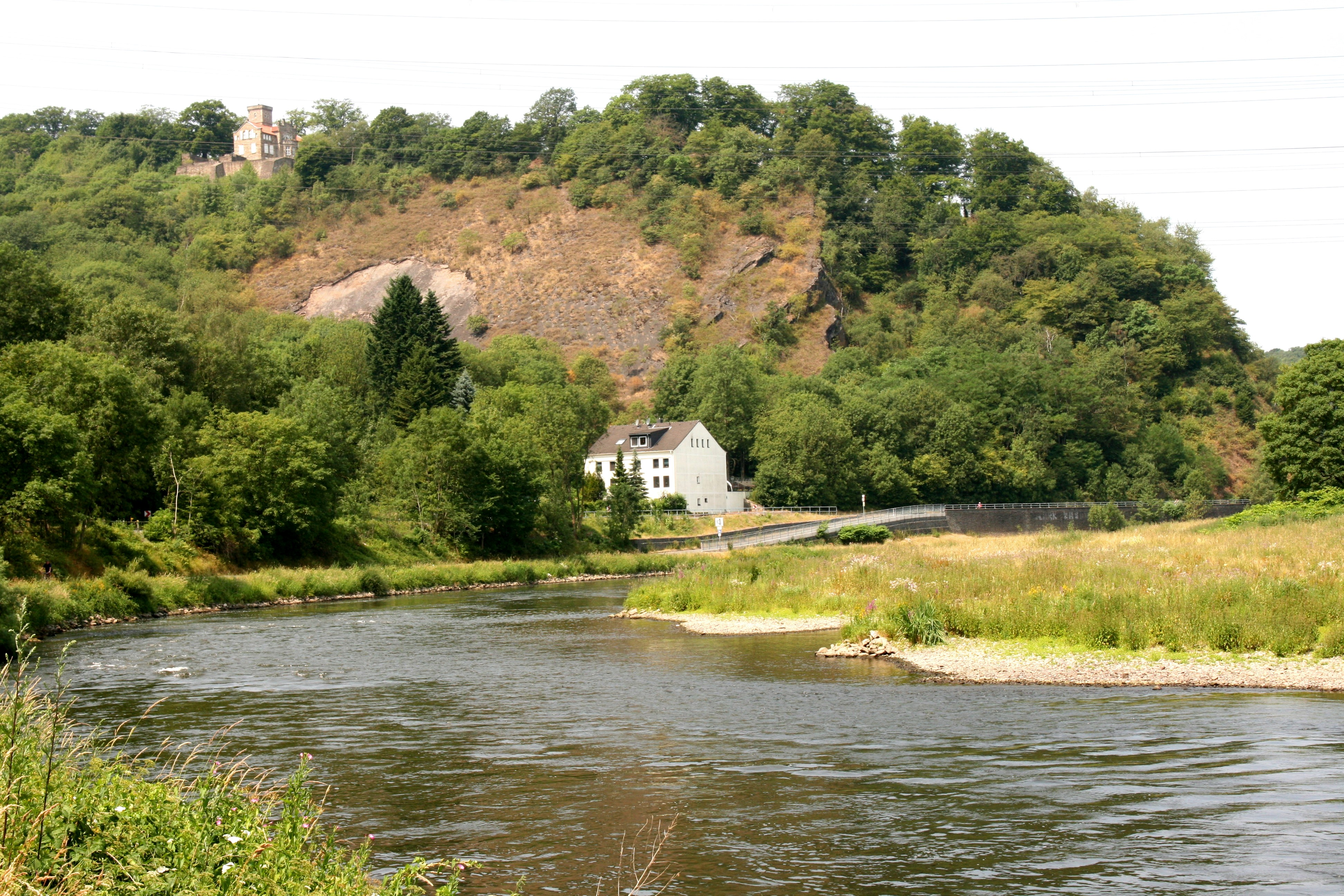
Isenburg (Hattingen), Sitz des Arnold von Altena

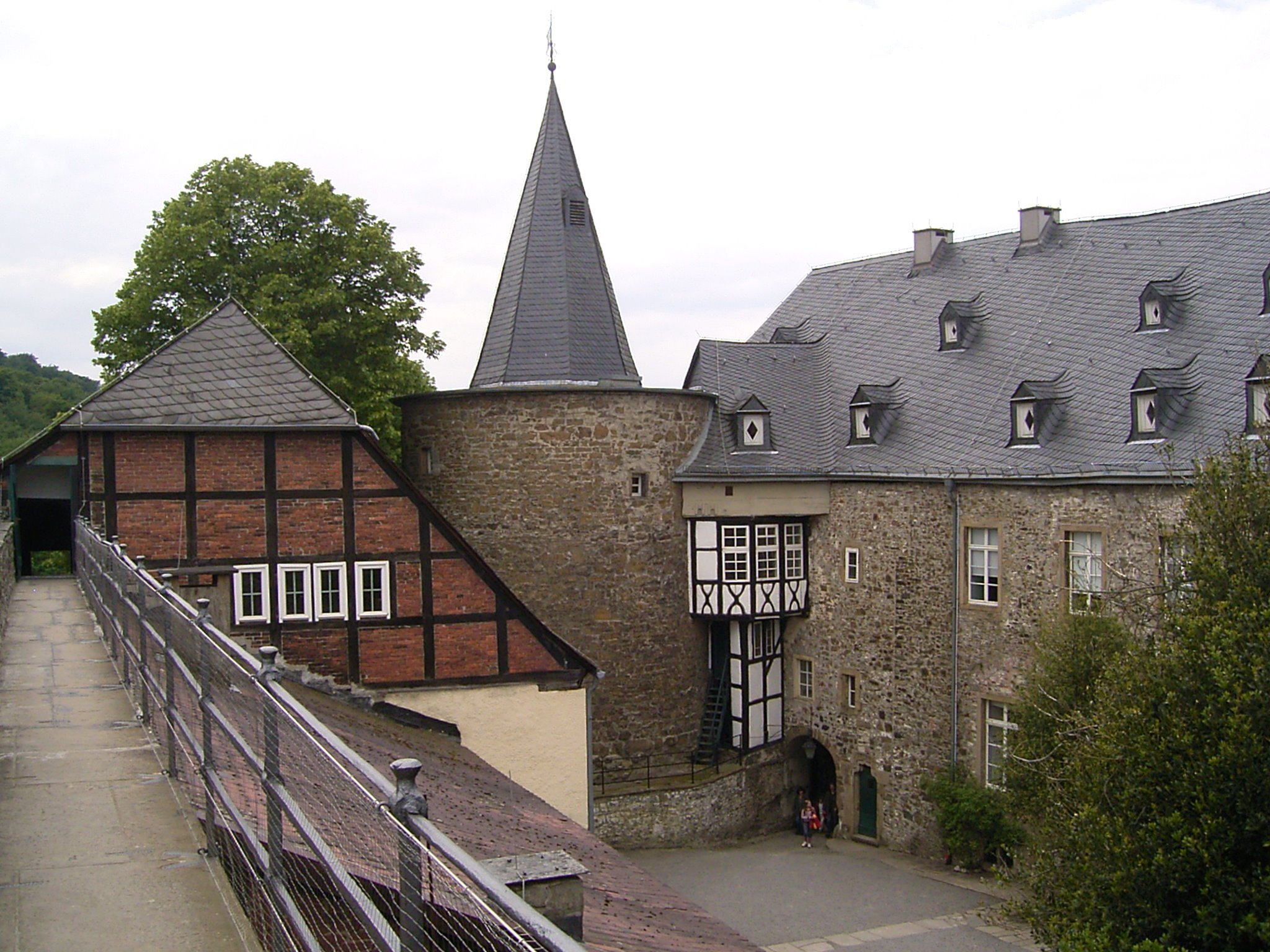
Schloss Hohenlimburg in der einstigen Grafschaft Limburg

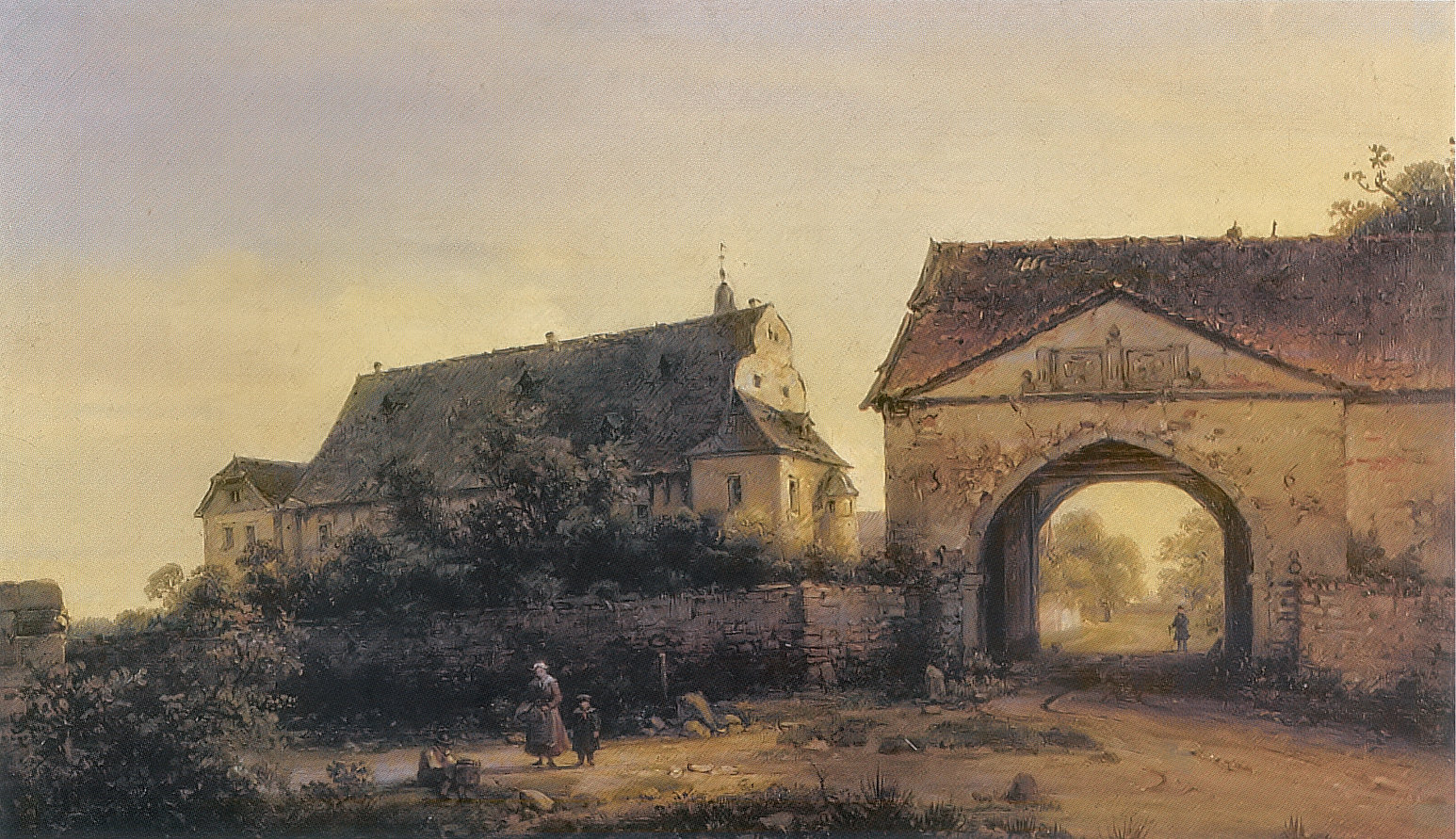
Schloss Styrum, um 1840 gemalt von Domenico Quaglio, bis 1809 im Besitz der Familie

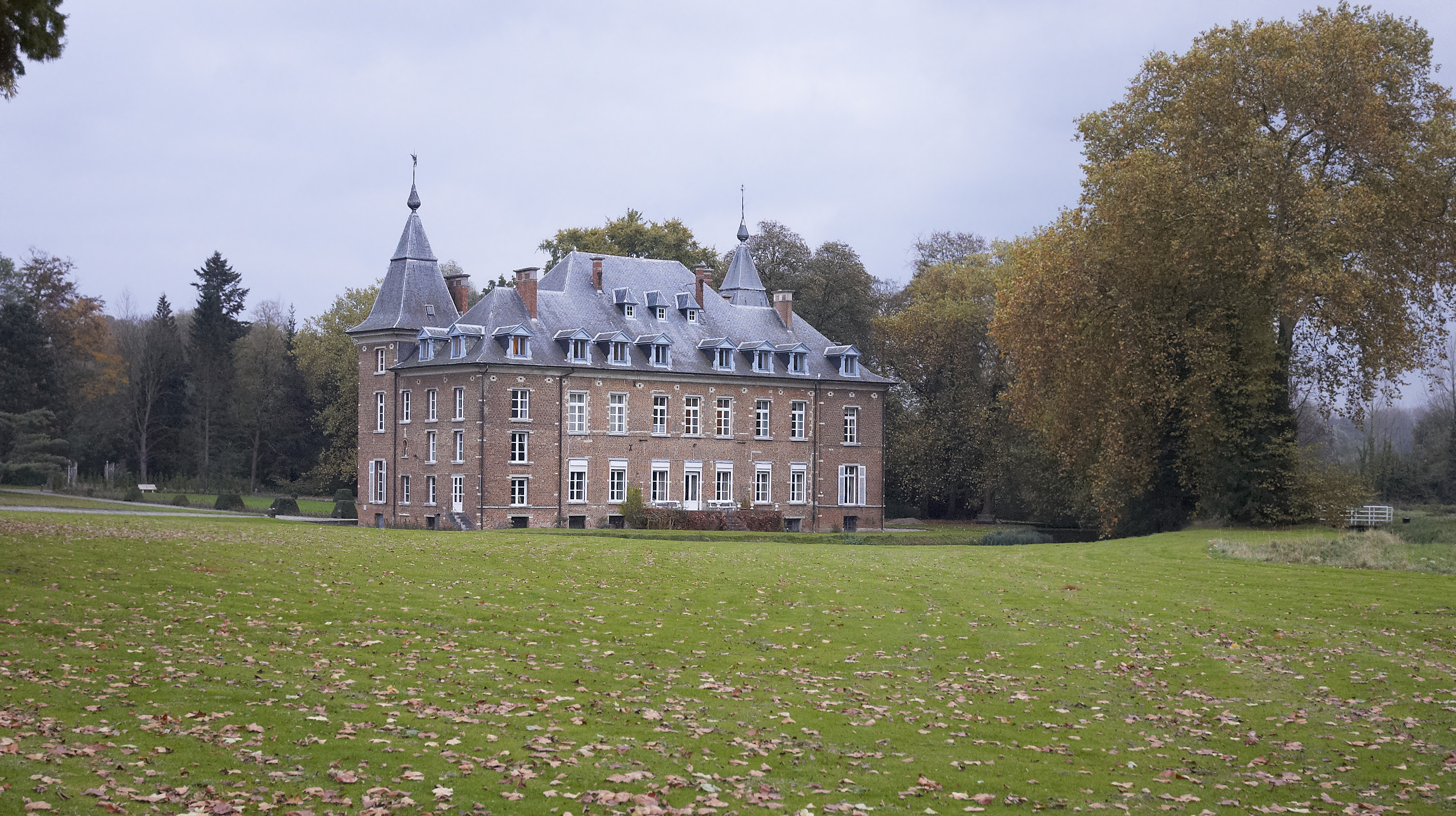
Kasteel Huldenberg, Sitz der belgischen Grafen von Limburg-Stirum

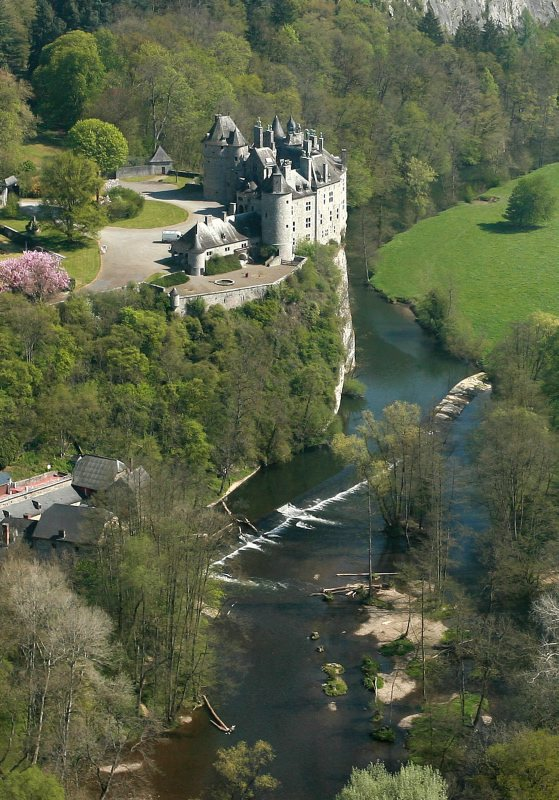
Schloss Walzin, Dinant, Belgien, Besitz der Grafen von Limburg-Stirum

Die Grafen von Limburg-Stirum waren reichsunmittelbare Grafen des Heiligen Römischen Reiches seit 1242, als ältester Zweig der Grafen von Limburg und Herren der reichsunmittelbaren Herrschaft Styrum, die 1806 mediatisiert wurde. Bis heute existieren Zweige in Belgien und den Niederlanden.

## Abstammung
Die Familie Limburg-Stirum geht im Mannesstamm auf die Grafen von Berg zurück und ist die letzte noch blühende Linie dieses bedeutenden rheinisch-westfälischen Dynastengeschlechts, das sich einst in zahlreiche reichsunmittelbar regierende Seitenlinien verzweigt hat.
Engelbert I. († 1189) begründete die ältere Linie Berg, die in der Grafschaft Berg (dem späteren Herzogtum) herrschte. Diese Grafschaft fiel 1225 durch Heirat der Gräfin Irmingard an das herzogliche Haus von Limburg und Niederlothringen und nach dessen Erlöschen 1348 über Margaretha von Berg an das Haus Ravensberg, über ihre Tochter Margarete von Ravensberg-Berg sodann an deren Ehemann Gerhard aus dem Haus Jülich, welches später (1521) die Länder Jülich-Berg-Ravensberg mit den Ländern Kleve-Mark-Ravenstein zu den Vereinigten Herzogtümern Jülich-Kleve-Berg zusammenfassen sollte, die schließlich bis 1609 vom Haus Mark regiert wurden, seinerseits eine früh abgespaltene Seitenlinie der Grafen von Berg-Altena.
Engelberts Bruder Eberhard I. von Berg-Altena († 1180) begründete die jüngere Linie Berg-Altena und regierte in der Grafschaft Altena. Seine Söhne Arnold und Friedrich begründeten die Linien  der Grafen von Altena-Isenberg und der Grafen von der Mark. Eberhards älterer Sohn Arnold von Altena errichtete ab 1193 die Isenburg in Hattingen, nach der sich sein Sohn Friedrich von Isenberg nannte. Friedrich war verheiratet mit Sophie von Limburg († 1226), einer Tochter von Herzog Walram IV. von Limburg. Ihr Sohn Dietrich von Altena-Isenberg (* um 1215; † 1301) ließ um 1242 das Schloss Hohenlimburg bei Hagen errichten, benannt nach der Familie seiner Mutter, und erhielt 1243 die Hoch- und Gogerichtsbarkeit für einen Teil des ehemaligen väterlichen Besitzes im Gebiet der unteren Lenne. Die Gerichtshoheit erwies sich als eine entscheidende Voraussetzung für die Entwicklung des Territoriums der sich neu bildenden Grafschaft Limburg im Gebiet zwischen Ruhr, Lenne und Volme, das inmitten der Grafschaft Mark lag und im Osten an das Herzogtum Westfalen grenzte. Um 1232 kam es zwischen den Grafen von der Mark auf der einen und Graf Dietrich von Isenberg auf der anderen Seite zu militärischen Auseinandersetzungen um das Erbe des 1226 hingerichteten Friedrichs von Isenberg, den Isenberger Wirren. Weitaus größere Wirren brachen 1279 aus, als Dietrichs Vetter  Herzog Walram V. von Limburg starb. Beim Limburger Erbfolgestreit und der daraus resultierenden Schlacht bei Worringen im Jahr 1288 stand Dietrich auf Seiten des Kölner Erzbischofs Siegfried von Westerburg. Der Sieger der Schlacht, Herzog Johann I. von Brabant, stürmte im Nachhinein die Hohenlimburg und zwang Dietrich mit seiner Familie zur Flucht nach Styrum, wo er auf dem vorhandenen Gut den Grundstein des Schlosses Styrum legte, das zum Zentrum einer reichsunmittelbaren Herrschaft Styrum wurde (bis 1806). Graf Dietrich begründete somit das Grafenhaus Limburg, nannte sich bis zu seinem Tode aber immer noch zusätzlich Graf von Isenberg.
Bereits Anfang des 14. Jahrhunderts spaltete sich das Grafenhaus Limburg in die Stammlinien Limburg-Limburg (ältere Linie) und Limburg-Styrum auf. Von der Linie Limburg-Hohenlimburg spaltete sich Mitte der zweiten Hälfte des 14. Jahrhunderts das Grafenhaus Limburg-Broich ab. Während das Haus Limburg-Styrum bis heute fortbesteht, starben die Zweige Limburg und Broich im 15. und 16. Jahrhundert aus.
Schloss und Herrschaft Hohenlimburg teilten sich (Kondominium) seit 1460 die Grafenhäuser Limburg-Broich und Neuenahr; der Anteil von Limburg-Broich fiel von 1509 bis 1542 an den Grafen Wirich V. von Daun-Falkenstein, danach waren bis 1589 die Grafen von Neuenahr alleinige Regenten; ab 1592 bis 1807/08 gehörte die Grafschaft dem Haus Bentheim-Tecklenburg, welches heute noch die Hohenlimburg besitzt.

## Teilung in eine niederländische und zwei deutsche Linien
Graf Georg von Limburg-Styrum heiratete 1539 Irmgarde von Wisch, Herrin zu Wisch, 
Wildenborch, Overhagen und Lichtenvoorde, die ihren Onkel, den letzten Grafen von Bronkhorst und Borculo beerbte. Ihr Sohn Hermann Georg von Limburg-Styrum erbte diese niederländischen Besitzungen und lebte seither in Gelderland. Sein Enkel Jobst von Limburg-Styrum heiratete 1591 Gräfin Maria von Schauenburg und Holstein-Pinneberg, Tochter von Otto IV. von Holstein-Schaumburg und Erbin der westfälischen Herrschaft Gemen, welche nun zwei Jahrhunderte im Besitz der Familie verblieb.
1644 teilten die drei Söhne von Herman Otto I. die Besitzungen untereinander auf und begründeten drei Linien:
- Limburg-Styrum-Bronkhorst-Borculo: Otto erhielt die niederländischen Besitzungen und begründete die noch bestehende ältere Linie in den Niederlanden und Belgien; um 1700 wurden die Herrschaften Wisch (mit dem Kasteel Wisch in Terborg) und Wildenborch an das verwandte Haus Nassau-Siegen verkauft; 1721 wurde die Herrschaft Bronkhorst veräußert, 1726 musste auch die Herrschaft Borculo und 1727 die Herrschaft Lichtenvoorde wegen Überschuldung verkauft werden. Alle noch lebenden Nachfahren des niederländischen Zweigs stammen von Otto Ernst (1685–1769) ab; einzelne Nachfahren gingen von den Niederlanden nach Belgien sowie nach Deutschland, Schweden und Finnland. Der Grafenstand wurde dem Zweig 1812 durch Napoleon bestätigt; 1814 wurde er als Graaf van Limburg Stirum in den Adel des Königreichs der Niederlande aufgenommen. Willem Bernard (1795–1889), Sohn des Samuel John, begründete den belgischen Zweig, der den Grafentitel mit dem Nachnamen de Limburg Stirum führt. Die belgische Linie ist heute auf Kasteel Huldenberg und dem Château de Walzin ansässig.

- Limburg-Styrum-Gemen: Adolf Ernst erhielt die westfälische Herrschaft Gemen und ab 1677 (bis 1772) auch die mittelschwäbische Herrschaft Illereichen; 1733 kam Schloss Raesfeld hinzu. Gemen fiel 1800 nach Aussterben dieser Linie im Erbgang an die Freiherren von Boyneburg-Bömelberg und wurde 1806 an das Fürstentum Salm mediatisiert.

- Limburg-Styrum-Styrum: Moritz erhielt bei der Erbteilung die Herrschaft Styrum. Philipp Ferdinand erbte 1766/73 die Herrschaft Oberstein mit Schloss Oberstein (bis 1777); diese Linie wurde 1806 bei der Bildung des napoleonischen Rheinbunds an das Großherzogtum Berg mediatisiert und erlosch 1809; den Besitz mit Schloss Styrum vererbte der letzte Graf Ernst (1736–1809) an seine Schwägerin Maria Margaretha von Humbracht, die es 1825 an den langjährigen Rentmeister Dr. Marcks verkaufte. Im Jahre 1890 erwarb August Thyssen Schloss Styrum, um den Wasserbedarf für sein nahegelegenes, 1871 gegründetes Unternehmen Thyssen & Co. zu decken, und errichtete dort ein Wasserwerk, dem heutigen Wassermuseum Aquarius. Das zuletzt als Gutshof genutzte Schloss wurde unter Thyssen zu einem Wohnsitz – allerdings nicht für die Familie Thyssen, sondern für Direktoren des Unternehmens; 1959 ging es in den Besitz der Stadt Mülheim über.

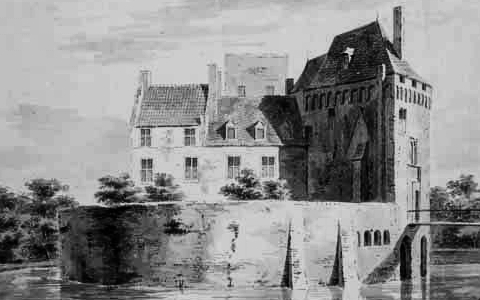
Schloss Bronkhorst
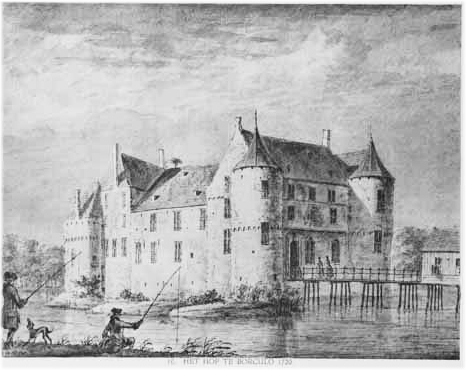
Schloss Borculo
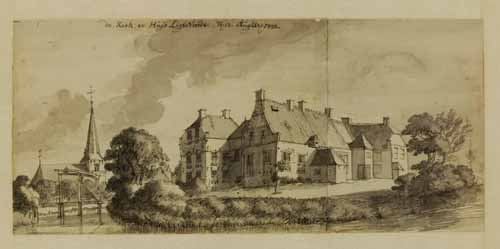
Schloss Lichtenvoorde
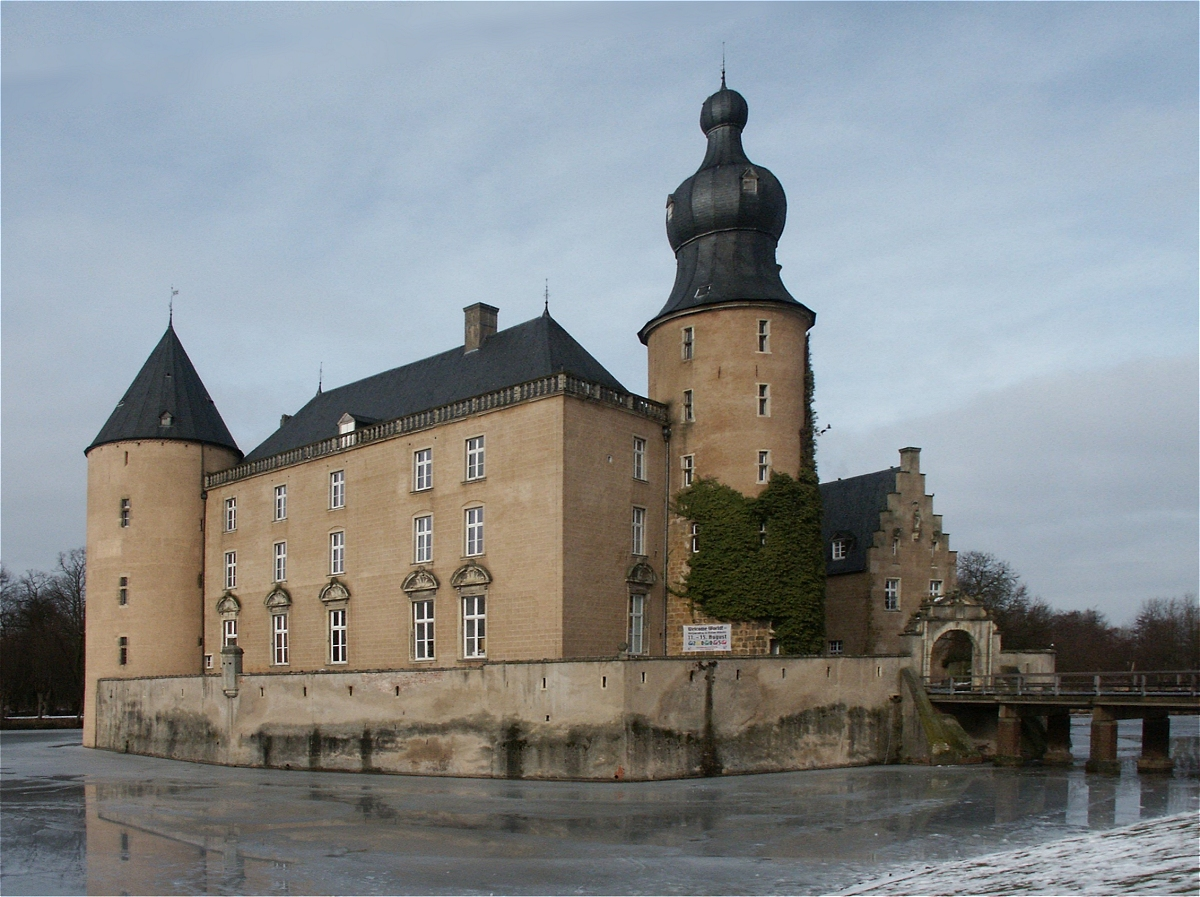
Burg Gemen
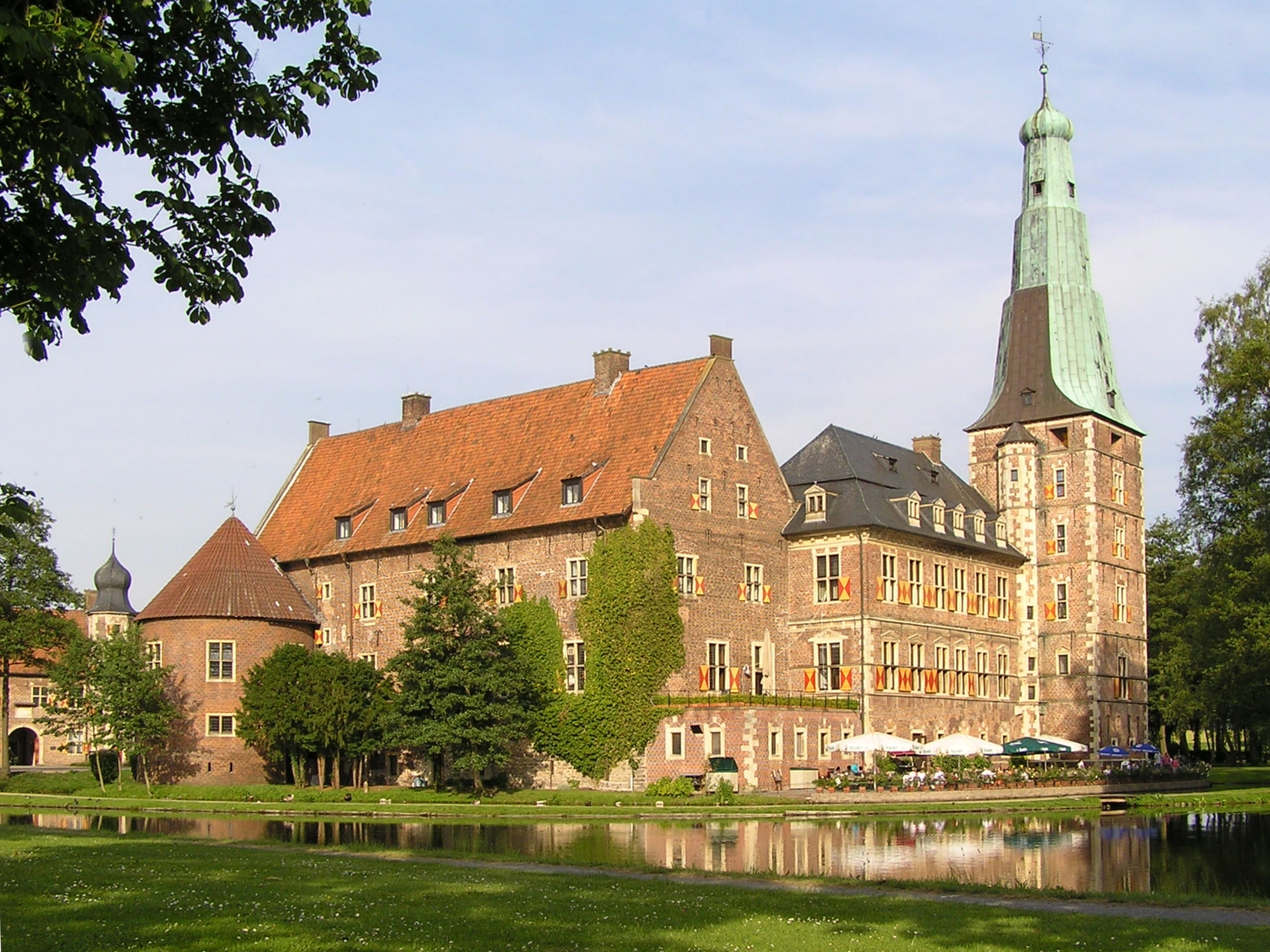
Schloss Raesfeld

## Vertreter
Einige bekannte Mitglieder der Familie sind:
- Eberhard I. von Limburg-Styrum (1252–1304), Graf von Isenberg-Limburg, Herr von Styrum, Gründer der Linie Limburg-Styrum
- Dietrich II. von Limburg-Styrum (um 1292 – um 1368), Graf von Limburg und Herr von Styrum
- Dietrich III. von Limburg-Styrum (um 1347–1398), Graf von Limburg und Herr von Styrum
- Eberhard von Limburg-Styrum (* ~1380; † ~1424), deutscher Adliger, durch Erbe Herr von Styrum
- Wilhelm I. von Limburg-Styrum († 1459), deutscher Adliger, durch Erbe Herr von Styrum
- Adolf von Limburg-Styrum († 1506), Adliger und durch Erbe Herr zu Styrum
- Wilhelm II. von Limburg-Styrum († 1521), Adliger, durch Erbe Herr zu Styrum
- Georg von Limburg-Styrum (*~1500–1552), Adliger, Graf von Limburg, durch Erbe Herr zu Styrum
- Agnes von Limburg-Styrum († 1570), Äbtissin im Stift Freckenhorst
- Hermann Georg von Limburg-Styrum (1540–1574), Adliger, durch Erbe Graf von Bronckhorst, Herr zu Styrum
- Jobst von Limburg-Styrum (1560–1621), Graf von Bronckhorst, Herr zu Styrum, Borculo und Lichtenvoorde, Bannerherr von Geldern und Zutphen
- Metta von Limburg-Styrum (1561–1622), Äbtissin im Stift Freckenhorst
- Agnes von Limburg-Bronkhorst-Styrum (1563–1645), Äbtissin der Stifte Elten, Vreden, Borghorst und Freckenhorst
- Hermann Otto I. von Limburg-Styrum (1592–1644), Militär, Graf von Bronckhorst und Herr zu Borculo, Gemen, Lichtenvoorde und Styrum
- Otto von Limburg-Styrum (1620–1679), Adeliger und Militär, durch Abstammung Graf von Limburg, durch Erbe Graf von Bronckhorst und Herr zu Borculo, Bannerherr von Geldern und Zutphen
- Adolf Ernst von Limburg-Styrum (1622–1657), Graf von Limburg-Styrum, Herr von Gemen
- Agnes Maria von Limburg-Styrum (1631–1646), gewählte Äbtissin im Stift Freckenhorst
- Moritz von Limburg-Styrum (1634–1664), deutscher Adliger, durch Abstammung Graf von Limburg, durch Erbe Herr von Styrum
- Hermann Otto II. von Limburg-Styrum (1646–1704), kaiserlicher Generalfeldmarschall
- Moritz Hermann von Limburg-Styrum (1664–1703), deutscher Adliger, durch Abstammung Graf von Limburg, durch Erbe Herr von Styrum
- Otto Ernst Leopold von Limburg-Stirum (1684–1754), Herr von Gemen und Raesfeld, General der Kaiserlichen Armee
- Christian Otto von Limburg-Styrum (1694–1749), deutscher Adliger, durch Abstammung Graf von Limburg, durch Erbe Herr von Styrum
- August von Limburg-Stirum (1721–1797), von 1770 bis 1797 Fürstbischof von Speyer
- Karl Joseph August von Limburg-Styrum (1727–1760), deutscher Adliger, durch Abstammung Graf von Limburg, durch Erbe Herr von Styrum
- Philipp Ferdinand von Limburg-Styrum (1734–1794), Graf von Limburg-Styrum, Herr von Styrum, Liebhaber der Fürstin Tarakanova
- Ernst Maria von Limburg-Styrum (1736–1809), Graf von Limburg-Styrum, letzte Herr von Styrum (mediatisiert in 1806)
- Leopold von Limburg Stirum (1758–1840), niederländischer Politiker, übernahm die Macht in den Niederlanden im Jahre 1813 zur Wiederherstellung der Monarchie
- Friedrich zu Limburg-Stirum (1835–1912), deutscher Diplomat, Politiker und Staatssekretär im Auswärtigen Amt des Deutschen Kaiserreichs
- Friedrich Wilhelm zu Limburg-Stirum (1871–1951), deutscher Verwaltungsbeamter und Rittergutsbesitzer
- Johan Paul van Limburg Stirum (1873–1948), niederländischer Diplomat, Generalgouverneur von Niederländisch-Indien, niederländischer Gesandter in Berlin (1925–1936) und in London (1936–1939)
- Richard zu Limburg-Stirum (1874–1931), deutscher Rittergutsbesitzer und Verwaltungsbeamter
- Charles de Limburg Stirum (1906–1989), belgischer Senator, Großmeister von König Leopold III. von Belgien

## Wappen (1640)
Das Wappen setzt sich aus folgenden Bestandteilen zusammen:

Wappen mit Helmen und Schildhaltern
Wappen mit Helmen und Schildhaltern
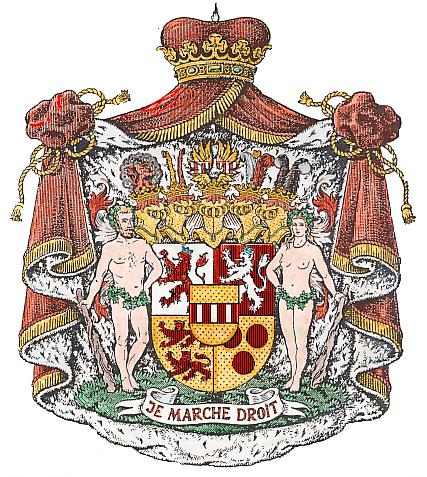
Wappen mit Mantel und Erlauchtkrone
Gesamtwappen Limburg-Styrum
Grafschaft Limburg
Herrschaft Bronkhorst
Herrschaft Wisch
Herrschaft Borculo
Herrschaft Gemen

## Weitere Literatur
- A. M. H. J. Stokvis: "Manuel d’Histoire, de Genealogie et de Chronologie de tous les États du Globe", Tome III, Leiden 1890–93.
- Martinus Nijhoff: Nederlands Adelsboek. W. P. van Stockum & Zoom, N. V. Uitgeveru, 1926. (Reprint erschienen)
- Walter Möller: Stammtafeln westdeutscher Adelsgeschlechter im Mittelalter, Band III, Selbstverlag, Darmstadt 1936.
- W. K. Prinz v. Isenburg: "Stammtafeln zur Geschichte der europäischen Staaten", 2. Auflage, Marburg/Lahn, 1953.
- Michel Huberty, Alain Giraud et F. et B. Magdelaine, L’Allemagne dynastique, t. VII, 1991, 767 p. ISBN 2-901138-07-1.
- Heinz Gollwitzer: Die Standesherren. Die politische und gesellschaftliche Stellung der Mediatisierten 1815–1918. Ein Beitrag zur deutschen Sozialgeschichte. Vandenhoeck & Ruprecht, Göttingen 1964. DNB 451613287